# Terrence Rencher
Terrence Rencher, né le 19 février 1973 dans le Bronx à New York, est un joueur et entraîneur américain de basket-ball. Il évolue au poste de meneur. 

## Palmarès
- First-team All-SWC 1992, 1995
- SWC Freshman of the Year 1992